# Orthilia kareliniana
Orthilia kareliniana är en ljungväxtart som först beskrevs av A. Skvorts., och fick sitt nu gällande namn av Josef Holub. Orthilia kareliniana ingår i släktet björkpyrolor, och familjen ljungväxter. Inga underarter finns listade i Catalogue of Life.